# Kalasaari (ö i Kuhmois, Isojärvi)
Kalasaari är en ö i Finland. Den ligger i sjön Isojärvi och i kommunen Kuhmois i den ekonomiska regionen  Jämsä  och landskapet Mellersta Finland, i den södra delen av landet, 170 km norr om huvudstaden Helsingfors. Öns area är 1,6 hektar och dess största längd är 230 meter i sydöst-nordvästlig riktning.